# Benjamin Stark
Benjamin Stark (New Orleans, 1820. június 26. – New London, 1898. október 10.) az Amerikai Egyesült Államok szenátora (Oregon, 1861–1862).